# پت اسپنس
 پت اسپنس (انگلیسی: Pat Spence؛ زاده ۱۱ فوریهٔ ۱۸۹۸ درگذشته ۲۲ نوامبر ۱۹۸۳) یک تنیس‌باز اهل آفریقای جنوبی بود.